# Ringo 5.1: The Surround Sound Collection
Ringo 5.1: The Surround Sound Collection ist das 28. Album und das fünfte Kompilationsalbum von Ringo Starr nach der Trennung der Beatles. Es wurde am 4. März 2008 in den USA veröffentlicht. In Deutschland und Großbritannien erschien das Album nicht.

## Entstehungsgeschichte
Bei der Tonträgergesellschaft Koch wurden bis zum Jahr 2008 die folgenden fünf Alben von Ringo Starr veröffentlicht: The Anthology… So Far, Ringo Rama, Tour 2003, Choose Love und Ringo Starr: Live at Soundstage. Koch entschied sich aus den beiden Studioalben Ringo Rama und Choose Love ein Kompilationsalbum zusammenzustellen, wobei von jedem Album jeweils sechs Lieder ausgewählt wurden. Das Album enthält zusätzlich eine DVD, die die gleichen Lieder wie die CD, in einer 5.1-Abmischung, enthält. Diese Abmischung wurde unter der Aufsicht von Ringo Starr von Bruce Sugar, der auch der Mitproduzent des nächsten Studioalbums Y Not werden sollte, in den Sugarsound Studios hergestellt. Die DVD enthält das zusätzliche Lied I Really Love Her vom Album Ringo Rama.
Ringo 5.1: The Surround Sound Collection ist das sechste Album, das bei Koch veröffentlicht wurde.

## Covergestaltung
Der Designer des Covers wird im CD-Begleitheft nicht erwähnt. Der CD liegt ein bebildertes vierseitiges Begleitheft bei, das Informationen zum Album enthält.

## Titelliste

### CD
1. Fading In and Fading Out (Richard Starkey a/Mark Hudson/Gary Burr) – 3:55 c
2. Never without You (Richard Starkey/Mark Hudson/Gary Nicholson) – 5:24 b
3. Choose Love – 3:07 c
4. Imagine Me There (Richard Starkey/Mark Hudson/Gary Burr) – 3:55 b
5. Oh My Lord (Richard Starkey/Mark Hudson/Gary Burr/Steve Dudas/Dean Grakal) – 5:32 c
6. Memphis in Your Mind (Richard Starkey/Mark Hudson/Gary Burr/Steve Dudas/Dean Grakal) – 3:13  b
7. Give Me Back the Beat – 3:53 c
8. Love First, Ask Questions Later (Richard Starkey/Mark Hudson/Gary Burr/Dean Grakal) – 4:55 b
9. Don’t Hang Up (Richard Starkey/Mark Hudson/Gary Burr) – 3:27 c
10. Eye to Eye (Richard Starkey/Mark Hudson/Steve Dudas/Dean Grakal) – 3:19 b
11. Some People (Richard Starkey/Mark Hudson/Gary Burr/Steve Dudas/Dean Grakal) – 3:17 c
12. Elizabeth Reigns (Richard Starkey/Mark Hudson/Gary Burr/Steve Dudas/Dean Grakal) – 3:57 b

### Videoalbum
1. Fading In and Fading Out – 3:55
2. Never without You – 5:24
3. Choose Love – 3:07
4. Imagine Me There – 3:55
5. Oh My Lord – 5:32
6. Memphis in Your Mind – 3:13
7. Give Me Back the Beat – 3:53
8. Love First, Ask Questions Later – 4:55
9. Don’t Hang Up – 3:27
10. Eye to Eye – 3:19
11. Some People – 3:17
12. Elizabeth Reigns – 3:57
13. I Really Love Her (Richard Starkey/Mark Hudson) – 0:57 (Bonus-Titel)

## Wiederveröffentlichungen
Die CD-Veröffentlichung aus dem Jahr 2008 wurde bisher nicht neu remastert.

## Single-Auskopplungen
Aus dem Album wurden keine Singleauskopplungen vorgenommen. 

## Chartplatzierungen
Das Album verfehlte Notierungen in den offiziellen Albumcharts.